# 徐诚之
徐诚之（1921年—2017年1月21日）原名徐崇信，山东省招远县人，中国人民解放军铁道兵党委常委、政治部主任。

## 生平
1931年九·一八事变发生后，徐诚之所在的学校里有多位老师宣传抗日救亡。1934年，冯玉祥曾到该学校训话，勉励学生读书，不当亡国奴，并题词：“还我河山，一片精忠报国。驱尔异类，百年奇耻不共天。”
1937年抗日战争全面爆发。1938年10月，徐诚之参加八路军。1939年5月加入中国共产党。后在中国人民抗日军政大学一分校三支校任政治教员。抗日战争后期，1944年11月调任由刘公岛起义的汪精卫政权海军改编的胶东军区海军支队的政治处俱乐部主任，授少校。
1945年10月，胶东军区海军支队参与攻克即墨县城后，奉命开往中国东北，并改编为辽东人民自卫军第二纵队第二支队，徐诚之任第二支队政治部宣传股股长。第二支队从今吉林省开进，先后攻克白旗屯、乌拉街、榆树县、舒兰县、五常县，最终抵达牡丹江市。其中第二支队在攻克五常县城后，徐诚之曾在1946年1月短暂出任五常县县长。此后，徐诚之参加了辽沈战役、平津战役。
中华人民共和国成立后，徐诚之任铁道兵团宣传部副部长，1950年参加抗美援朝战争，担任中朝联合前方铁道运输政治部宣传部部长。回国以后，徐诚之历任中国人民解放军铁道兵宣传部部长、师政委，大兴安岭会战指挥部政治部主任，铁道兵学校副政委，铁道兵政治部主任，铁道兵党委常委兼政治部主任。
1960年徐诚之晋升大校军衔。徐诚之曾获中华人民共和国三级独立自由勋章、二级解放勋章，朝鲜民主主义人民共和国二级共和国勋章、二级国旗勋章。1988年，获独立功勋荣誉章。徐诚之是第五届全国人民代表大会代表。
2017年1月21日，徐诚之在北京病逝，享年96岁。